# Super Chef Celebridades
Super Chef Celebridades foi um talent show brasileiro de culinária, exibido como quadro dentro do programa Mais Você e apresentado por Ana Maria Braga. Era uma versão do Super Chef, que trazia cozinheiros anônimos, porém este composto por celebridades.

## Produção
Após a boa recepção de três temporadas do Super Chef tradicional, que trazia cozinheiros amadores, a direção do Mais Você decidiu apostar em uma versão do talent show com celebridades. Em 3 de agosto são anunciados os sete participantes da primeira temporada, sendo seis deles atores da emissora. Com um dos requisitos para a versão era não ter experiência aprimorada na cozinha – para colocar todos no mesmo patamar – os participantes passam por workshops semanalmente, aprendendo novos truques culinários e preparo de diversos pratos diferentes. Uma prova de culinária é realizada, de onde os técnicos avaliam os pratos e dão as notas, sendo que os dois com menores notas vão para a prova da "Panela de Pressão", onde preparam um novo prato e passam pela votação do público, que elimina um deles. O vencedor é escolhido pelo público dentre os dois finalistas e leva R$ 50mil.
Em 2020 a nova temporada foi cancelada neste ano devido a pandemia de COVID-19 no Brasil e transferida para 2021, sendo cancelada logo em seguida.

## Temporadas
| Temporada | Participantes | Exibição Original    | Exibição Original      |
| Temporada | Participantes | Estreia de temporada | Final de temporada     |
| --------- | ------------- | -------------------- | ---------------------- |
| 1.ª       | 7             | 6 de agosto de 2012  | 24 de agosto de 2012   |
| 2.ª       | 7             | 12 de agosto de 2013 | 2 de setembro de 2013  |
| 3.ª       | 8             | 11 de agosto de 2014 | 2 de setembro de 2014  |
| 4.ª       | 8             | 10 de agosto de 2015 | 3 de setembro de 2015  |
| 5.ª       | 8             | 4 de julho de 2016   | 29 de julho de 2016    |
| 6.ª       | 8             | 26 de junho de 2017  | 24 de julho de 2017    |
| 7.ª       | 8             | 20 de agosto de 2018 | 17 de setembro de 2018 |
| 8.ª       | 8             | 17 de junho de 2019  | 15 de julho de 2019    |

## Participantes

### 1.ª temporada (2012)
| Participante    | Profissão | Resultado                            | Panela de Pressão (Salvo pelo público) | Ref.   |
| --------------- | --------- | ------------------------------------ | -------------------------------------- | ------ |
| Max Fercondini  | Ator      | Vencedor em 24 de agosto de 2012     |                                        | [ 7 ]  |
| Milena Toscano  | Atriz     | 2º lugar em 24 de agosto de 2012     |                                        | [ 7 ]  |
| Adriana Birolli | Atriz     | 5ª eliminada em 23 de agosto de 2012 | Max Fercondini                         | [ 8 ]  |
| Luiz Salém      | Ator      | 4º eliminado em 21 de agosto de 2012 | Adriana Birolli Max Fercondini         | [ 9 ]  |
| Sérgio Loroza   | Ator      | 3º eliminado em 16 de agosto de 2012 | Adriana Birolli                        | [ 10 ] |
| Dig Dutra       | Atriz     | 2ª eliminada em 14 de agosto de 2012 | Max Fercondini                         | [ 11 ] |
| Falcão          | Cantor    | 1º eliminado em 9 de agosto de 2012  | Adriana Birolli                        | [ 12 ] |

### 2.ª temporada (2013)
| Participante        | Profissão         | Resultado                            | Panela de Pressão (Salvo pelo público) | Ref.   |
| ------------------- | ----------------- | ------------------------------------ | -------------------------------------- | ------ |
| Sidney Sampaio      | Ator              | Vencedor em 2 de setembro de 2013    |                                        | [ 13 ] |
| Anderson Müller     | Ator              | 2º lugar em 2 de setembro de 2013    |                                        | [ 13 ] |
| Nando Cunha         | Ator              | 3º lugar em 2 de setembro de 2013    |                                        | [ 13 ] |
| Virna               | Jogadora de vôlei | 4ª eliminada em 28 de agosto de 2013 | Nando Cunha                            | [ 14 ] |
| Kayky Brito         | Ator              | 3º eliminado em 25 de agosto de 2013 | Nando Cunha                            | [ 15 ] |
| Christine Fernandes | Atriz             | 2ª eliminada em 20 de agosto de 2013 | Nando Cunha                            | [ 16 ] |
| Monique Alfradique  | Atriz             | 1ª eliminada em 14 de agosto de 2013 | Nando Cunha                            | [ 17 ] |

### 3.ª temporada (2014)
| Participante      | Profissão    | Resultado                             | Panela de Pressão (Salvo pelo público) | Ref.   |
| ----------------- | ------------ | ------------------------------------- | -------------------------------------- | ------ |
| André Marques     | Apresentador | Vencedor em 2 de setembro de 2014     |                                        | [ 18 ] |
| Paula Barbosa     | Atriz        | 2º lugar em 2 de setembro de 2014     |                                        | [ 18 ] |
| Thiago Mendonça   | Ator         | 3º lugar em 2 de setembro de 2014     |                                        | [ 18 ] |
| Fábio Lago        | Ator         | 5º eliminado em 1 de setembro de 2014 | Thiago Mendonça                        | [ 19 ] |
| Thaíssa Carvalho  | Atriz        | 4ª eliminada em 9 de agosto de 2014   | Thiago Mendonça                        | [ 20 ] |
| Rodrigo Andrade   | Ator         | 3º eliminado em 25 de agosto de 2014  | Thiago Mendonça                        | [ 21 ] |
| Roberta Rodrigues | Atriz        | 2ª eliminada em 20 de agosto de 2014  | Rodrigo Andrade                        | [ 22 ] |
| Jéssika Alves     | Atriz        | 1ª eliminada em 14 de agosto de 2014  | Thiago Mendonça                        | [ 23 ] |

### 4.ª temporada (2015)
| Participante                                  | Profissão                                     | Resultado                                     | Panela de Pressão (Salvo pelo público)        | Ref.   |
| --------------------------------------------- | --------------------------------------------- | --------------------------------------------- | --------------------------------------------- | ------ |
| Giba                                          | Jogador de vôlei                              | Vencedor em 3 de setembro de 2015             |                                               | [ 24 ] |
| Fiuk                                          | Ator e cantor                                 | 2º lugar em 3 de setembro de 2015             |                                               | [ 24 ] |
| Bianca Rinaldi                                | Atriz                                         | 3º lugar em 3 de setembro de 2015             |                                               | [ 24 ] |
| Miá Mello (2ª vez)                            | Atriz                                         | 6ª eliminada em 3 de setembro de 2015         | Giba                                          | [ 25 ] |
| MC Leozinho                                   | Cantor                                        | 5º eliminado em 31 de agosto de 2015          | Fiuk                                          | [ 26 ] |
| Totia Meirelles                               | Atriz                                         | 4ª eliminada em 27 de agosto de 2015          | MC Leozinho                                   | [ 27 ] |
| Repescagem: Miá Mello em 24 de agosto de 2015 | Repescagem: Miá Mello em 24 de agosto de 2015 | Repescagem: Miá Mello em 24 de agosto de 2015 | Repescagem: Miá Mello em 24 de agosto de 2015 | [ 28 ] |
| Fernando Ceylão                               | Humorista                                     | 3º eliminado em 21 de agosto de 2015          | Bianca Rinaldi                                | [ 29 ] |
| Miá Mello                                     | Atriz                                         | 2ª eliminada em 18 de agosto de 2015          | Fernando Ceylão                               | [ 28 ] |
| Júlio Rocha                                   | Ator                                          | 1º eliminado em 13 de agosto de 2015          | Fiuk                                          | [ 30 ] |

### 5.ª temporada (2016)
| Participante                                   | Profissão                                      | Resultado                                      | Panela de Pressão (Salvo pelo público)         | Ref.   |
| ---------------------------------------------- | ---------------------------------------------- | ---------------------------------------------- | ---------------------------------------------- | ------ |
| Julianne Trevisol                              | Atriz                                          | Vencedora em 29 de julho de 2016               |                                                | [ 31 ] |
| Eri Johnson                                    | Ator                                           | 2º lugar em 29 de julho de 2016                |                                                | [ 31 ] |
| André Gonçalves                                | Ator                                           | 3º lugar em 29 de julho de 2016                |                                                | [ 31 ] |
| Mumuzinho                                      | Cantor                                         | 6º eliminado em 28 de julho de 2016            | André Gonçalves                                | [ 32 ] |
| Repescagem: Eri Johnson em 26 de julho de 2016 | Repescagem: Eri Johnson em 26 de julho de 2016 | Repescagem: Eri Johnson em 26 de julho de 2016 | Repescagem: Eri Johnson em 26 de julho de 2016 | [ 33 ] |
| Minotauro                                      | Lutador                                        | 5º eliminado em 25 de julho de 2016            | André Gonçalves                                | [ 34 ] |
| Eri Johnson                                    | Ator                                           | 4º eliminado em 20 de julho de 2016            | André Gonçalves                                | [ 35 ] |
| Fernanda Venturini                             | Jogadora de vôlei                              | 3ª eliminada em 15 de julho de 2016            | Minotauro                                      | [ 36 ] |
| Danielle Winits                                | Atriz                                          | 2ª eliminada em 12 de julho de 2016            | Minotauro                                      | [ 37 ] |
| Carolina Oliveira                              | Atriz                                          | 1ª eliminada em 7 de julho de 2016             | Minotauro                                      | [ 38 ] |

### 6.ª temporada (2017)
| Participante                                      | Profissão                                         | Resultado                                         | Panela de Pressão (Salvo pelo público)            | Ref.   |
| ------------------------------------------------- | ------------------------------------------------- | ------------------------------------------------- | ------------------------------------------------- | ------ |
| Gabriel Louchard                                  | Humorista                                         | Vencedor em 24 de julho de 2017                   |                                                   | [ 39 ] |
| Helga Nemeczyk                                    | Atriz                                             | 2º lugar em 24 de julho de 2017                   |                                                   | [ 39 ] |
| MC Koringa                                        | Cantor                                            | 3º lugar em 24 de julho de 2017                   |                                                   | [ 39 ] |
| Paulinho Serra (2ª vez)                           | Humorista                                         | 6º eliminado em 21 de julho de 2017               | MC Koringa                                        | [ 40 ] |
| Repescagem: Paulinho Serra em 19 de julho de 2017 | Repescagem: Paulinho Serra em 19 de julho de 2017 | Repescagem: Paulinho Serra em 19 de julho de 2017 | Repescagem: Paulinho Serra em 19 de julho de 2017 | [ 41 ] |
| Paulinho Serra                                    | Humorista                                         | 5º eliminado em 17 de julho de 2017               | Gabriel Louchard                                  | [ 42 ] |
| Renata Dominguez                                  | Atriz                                             | 4ª eliminada em 12 de julho de 2017               | MC Koringa                                        | [ 43 ] |
| Fofão                                             | Jogadora de vôlei                                 | 3ª eliminada em 7 de julho de 2017                | Renata Dominguez                                  | [ 44 ] |
| Diego Hypolito                                    | Ginasta                                           | 2º eliminado em 4 de julho de 2017                | Renata Dominguez                                  | [ 45 ] |
| Claudia Ohana                                     | Atriz                                             | 1ª eliminada em 27 de junho de 2017               | Diego Hypolito                                    | [ 46 ] |

### 7.ª temporada (2018)
| Participante                                        | Profissão                                           | Resultado                                           | Panela de Pressão (Salvo pelo público)              | Ref.   |
| --------------------------------------------------- | --------------------------------------------------- | --------------------------------------------------- | --------------------------------------------------- | ------ |
| Maria Joana                                         | Atriz                                               | Vencedora em 17 de setembro de 2018                 |                                                     | [ 47 ] |
| Rafael Zulu                                         | Ator                                                | 2º lugar em 17 de setembro de 2018                  |                                                     | [ 47 ] |
| Rainer Cadete                                       | Ator                                                | 3º lugar em 17 de setembro de 2018                  |                                                     | [ 47 ] |
| Daiane dos Santos                                   | Ginasta                                             | 6ª eliminada em 14 de setembro de 2018              | Maria Joana                                         | [ 48 ] |
| Repescagem: Rainer Cadete em 11 de setembro de 2018 | Repescagem: Rainer Cadete em 11 de setembro de 2018 | Repescagem: Rainer Cadete em 11 de setembro de 2018 | Repescagem: Rainer Cadete em 11 de setembro de 2018 | [ 49 ] |
| Rainer Cadete                                       | Ator                                                | 5º eliminado em 10 de setembro de 2018              | Maria Joana                                         | [ 50 ] |
| Rafael Cortez                                       | Humorista                                           | 4º eliminado em 5 de setembro de 2018               | Rafael Zulu                                         | [ 51 ] |
| Raul Gazolla                                        | Ator                                                | 3º eliminado em 31 de agosto de 2018                | Rainer Cadete                                       | [ 52 ] |
| Françoise Forton                                    | Atriz                                               | 2ª eliminada em 28 de agosto de 2018                | Rafael Cortez                                       | [ 53 ] |
| Carla Diaz                                          | Atriz                                               | 1ª eliminada em 23 de agosto de 2018                | Rafael Cortez                                       | [ 54 ] |

### 8.ª temporada (2019)
| Participante                                       | Profissão                                          | Resultado                                          | Panela de Pressão (Salvo pelo público)             | Ref.   |
| -------------------------------------------------- | -------------------------------------------------- | -------------------------------------------------- | -------------------------------------------------- | ------ |
| Nando Rodrigues                                    | Ator                                               | Vencedor em 15 de julho de 2019                    |                                                    |        |
| Solange Couto                                      | Atriz                                              | 2º lugar em 15 de julho de 2019                    |                                                    |        |
| João Vitti                                         | Ator                                               | 3º lugar em 15 de julho de 2019                    |                                                    |        |
| Valesca Popozuda (2ª vez)                          | Cantora                                            | 6ªeliminada em 12 de julho de 2019                 | Nando Rodrigues Solange Couto                      | [ 55 ] |
| Repescagem: Valesca Popozuda em 9 de julho de 2019 | Repescagem: Valesca Popozuda em 9 de julho de 2019 | Repescagem: Valesca Popozuda em 9 de julho de 2019 | Repescagem: Valesca Popozuda em 9 de julho de 2019 | [ 56 ] |
| Carol Nakamura                                     | Bailarina e atriz                                  | 5ª eliminada em 4 de julho de 2019                 | João Vitti                                         | [ 57 ] |
| Valesca Popozuda                                   | Cantora                                            | 4ª eliminada em 2 de julho de 2019                 | João Vitti                                         | [ 58 ] |
| Xande de Pilares                                   | Cantor                                             | 3º eliminado em 27 de junho de 2019                | João Vitti                                         | [ 59 ] |
| Bruno De Luca                                      | Ator e Apresentador                                | 2º eliminado em 25 de junho de 2019                | Xande de Pilares                                   | [ 60 ] |
| Luciana Vendramini                                 | Atriz                                              | 1ª eliminada em 20 de junho de 2019                | Valesca Popozuda                                   | [ 61 ] |